# فرط زيادة البروثرومبين في الدم
فرط زيادة البروثرومبين في الدم (بالإنجليزية: Hyperprothrombinemia)‏ هي حالة من زيادة مستويات البروثرومبين في الدم والتي تؤدي إلى فرط الخثورية، ومن الأسباب الجينية لهذه الحالة حُدوث طفرة جينية تُسمى بروثرومبين G20210A.